# Tamara Bok
Tamara Bok (Veldhoven, 2 april 1974) is een Nederlandse nieuwslezer, voice-over en multimedia-journalist.
Bok studeerde Audiovisuele Media in Hilversum en startte haar carrière in de media-industrie in 1993 als assistent van tv-regisseur Jop Pannekoek. Van 1995 tot en met 2003 was ze werkzaam in de Nederlandse en Amerikaanse film- en televisie-industrie als producer, regisseur, redacteur en voice-over. 
Sinds augustus 2003 is Bok radionieuwslezer bij persbureau Novum Nieuws in Amsterdam en las zij nieuws bij RTL FM en Yorin FM in Hilversum. Van 2005 tot en met 2010 was Bok lid van het managementteam van Novum Nieuws. Daar ontwikkelde zij onder meer de radioafdeling, de Goed Nieuws Redactie, de Verkiezingsmonitor met Maurice de Hond en andere projecten.  In 2010 nam vertrok Bok bij Novum Nieuws om haar mediabureau verder vorm te geven. Tegenwoordig is zij de vaste invaller voor Hannelore Zwitserlood en Jasmijn van Dijk bij de drie radiozenders van Talpa Media: Radio 538, Radio 10 Gold en Slam!FM.
In 2010 won zij de Radiobitchaward voor beste radionieuwslezer en was zij betrokken bij de totstandkoming en uitvoering van TEDx Amsterdam. 